# 04式空對空飛彈
04式空對空飛彈是一款於日本航空自衛隊使用的短程紅外線導引空對空飛彈。研發名稱為AAM-5。研發和量產的主要合約公司是三菱重工。04型空對空飛彈為90式空對空飛彈（AAM-3）的後繼產品，其開發工作於1991年開始，並於2004年開始量產交貨。

## 飛彈特徵
作為90式空對空飛彈的後繼者，04式空對空飛彈採用了諸多更加先進的技術，其外部結構與IRIS-T空對空飛彈很相似。首先，位於飛彈前段的4片三角鴨翼被取消，並在中段加入十字排列邊條翼，以提高飛彈在高攻角時的穩定性。飛彈尾部使用新穎的推力向量控制技術的4片燃氣舵，加上另外4片飛行控制尾翼輔助，使04式空對空飛彈獲得相當強大的機動性。
另外，04型空對空飛彈的日本電氣紅外線導引頭也進行了改進，其紅外線攝影機由三軸万向节連接，使鏡頭能靈活轉動以持續跟蹤目標，同時導引頭元件也採用多款現代紅外線導引飛彈（AIM-9X、IRIS-T、ASRAAM等）使用的焦平面陣列式紅外線熱成像儀技術，使飛彈能直接看見目標的紅外線圖像，而獲得6倍於前代90式空對空飛彈的前向鎖定距離，並通過飛彈的圖像辨識軟體將目標與熱誘彈區分開來，提高其反紅外線對抗措施（IRCCM）的能力。此外，此飛彈在中途飛行階段也引入了光纖陀螺儀式慣性導航，並可與頭盔瞄準器結合使用以獲得發射後鎖定能力。

## 04式改型空對空飛彈
2010年，日本防衛省的防衛裝備廳開始對04式空對空飛彈的改進型號進行初步專案評估，名稱定為04式改型空對空飛彈。並在2011年批准專案並編列了預算。研發名稱為AAM-5B。04式改型空對空飛彈的設計目的是為了應對因空中加油機的列裝，使戰鬥機執行空中任務的時間大幅增加。其導引頭的冷卻元件改用效率更高的史特林製冷器，使導引頭能在過熱導致紅外線成像失效前維持啟動更長的時間，為此04式改型在導引頭後部加裝了儲氣筒。另外也提高了反紅外線對抗措施和背景辨識能力，讓04式改型飛彈能在熱誘彈、雲層等干擾環境中更有效運作。導引頭的万向节也由3軸改為2軸。2015年9月至2016年6月間進行了實彈測試，並從2017財政年度預算中採購。

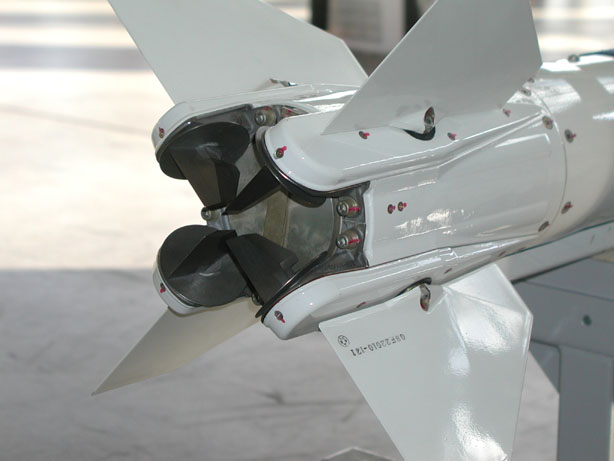
04式空對空飛彈的燃氣舵
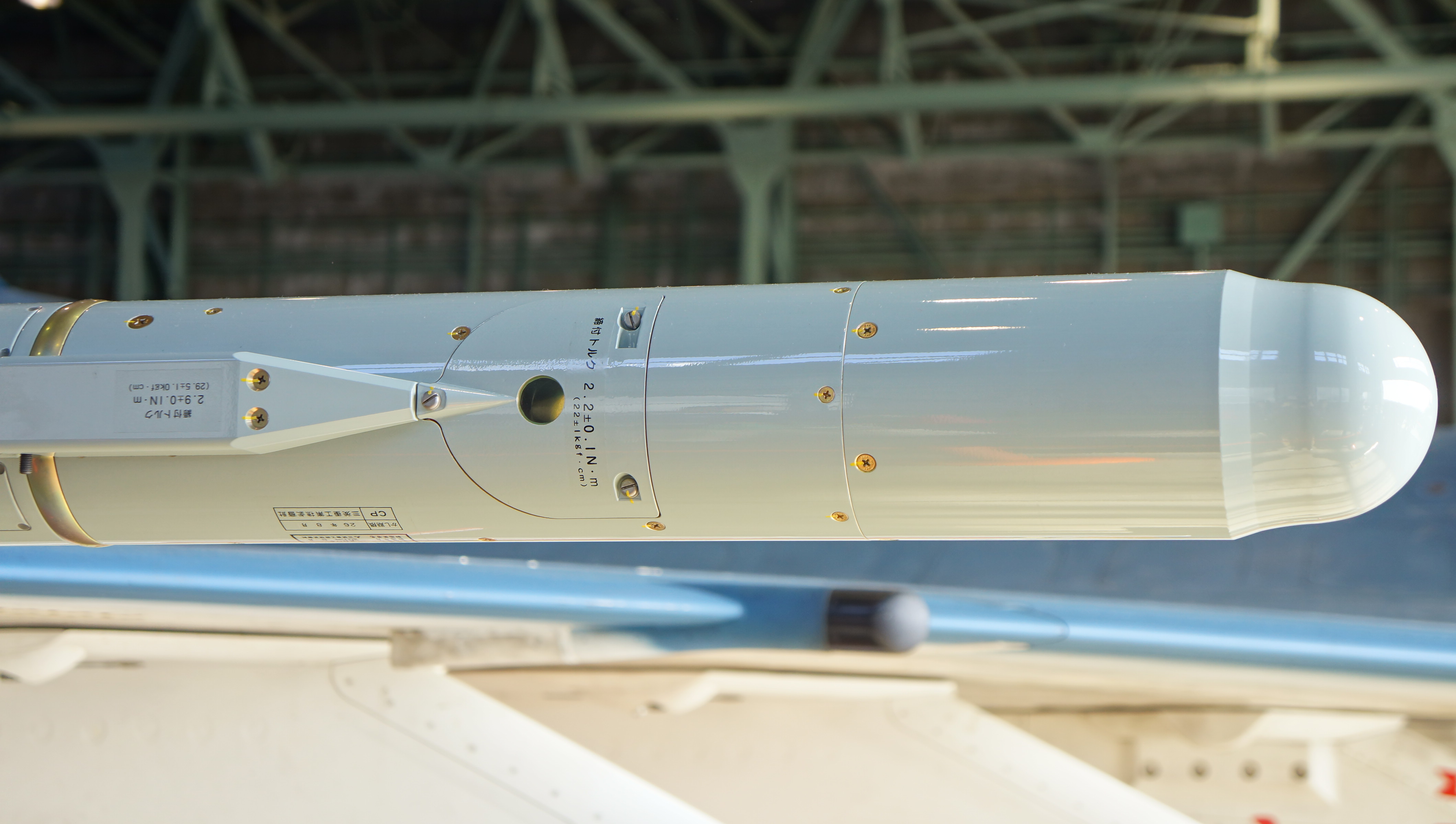
04式空對空飛彈的導引頭
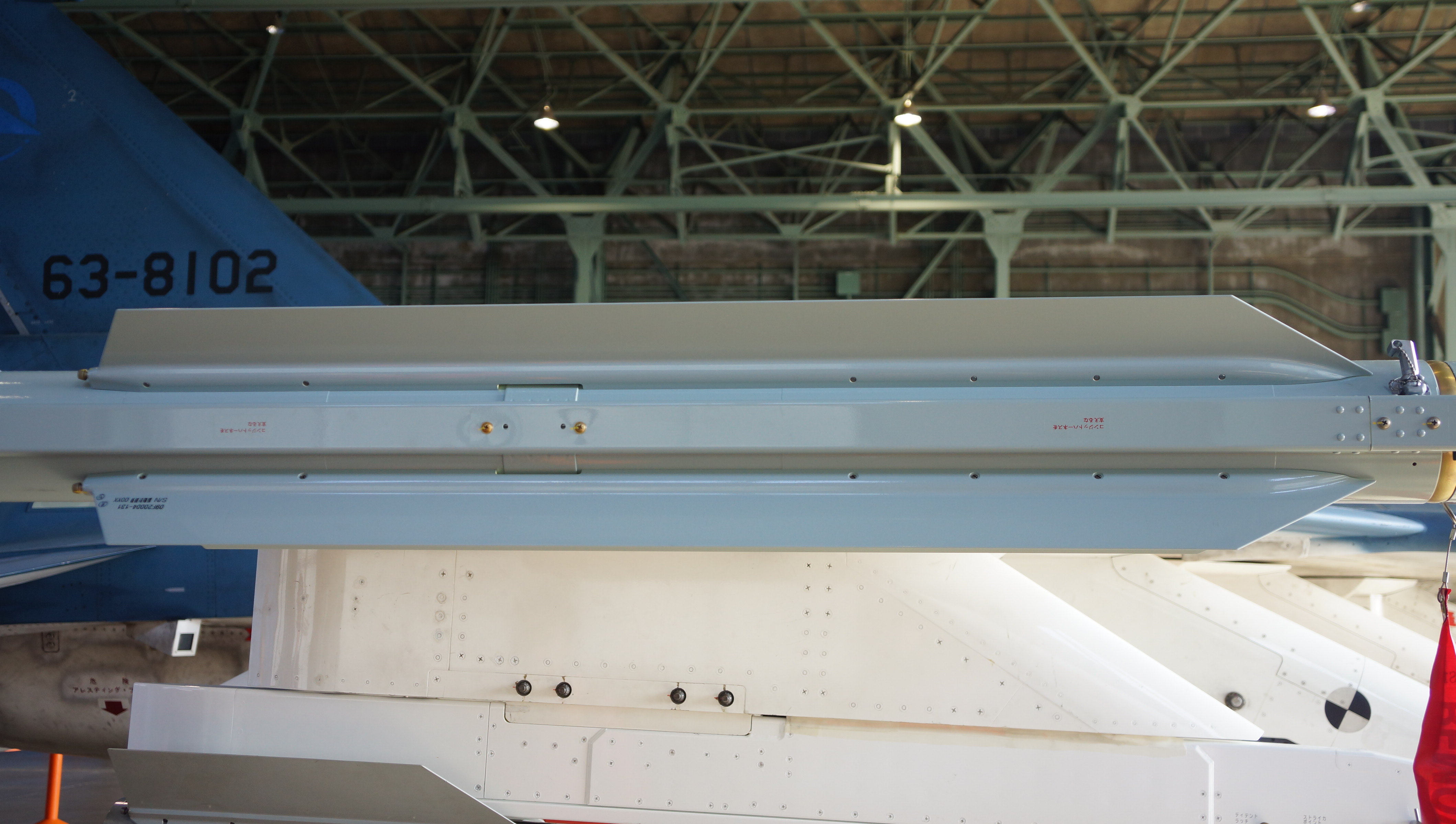
04式空對空飛彈的邊條翼
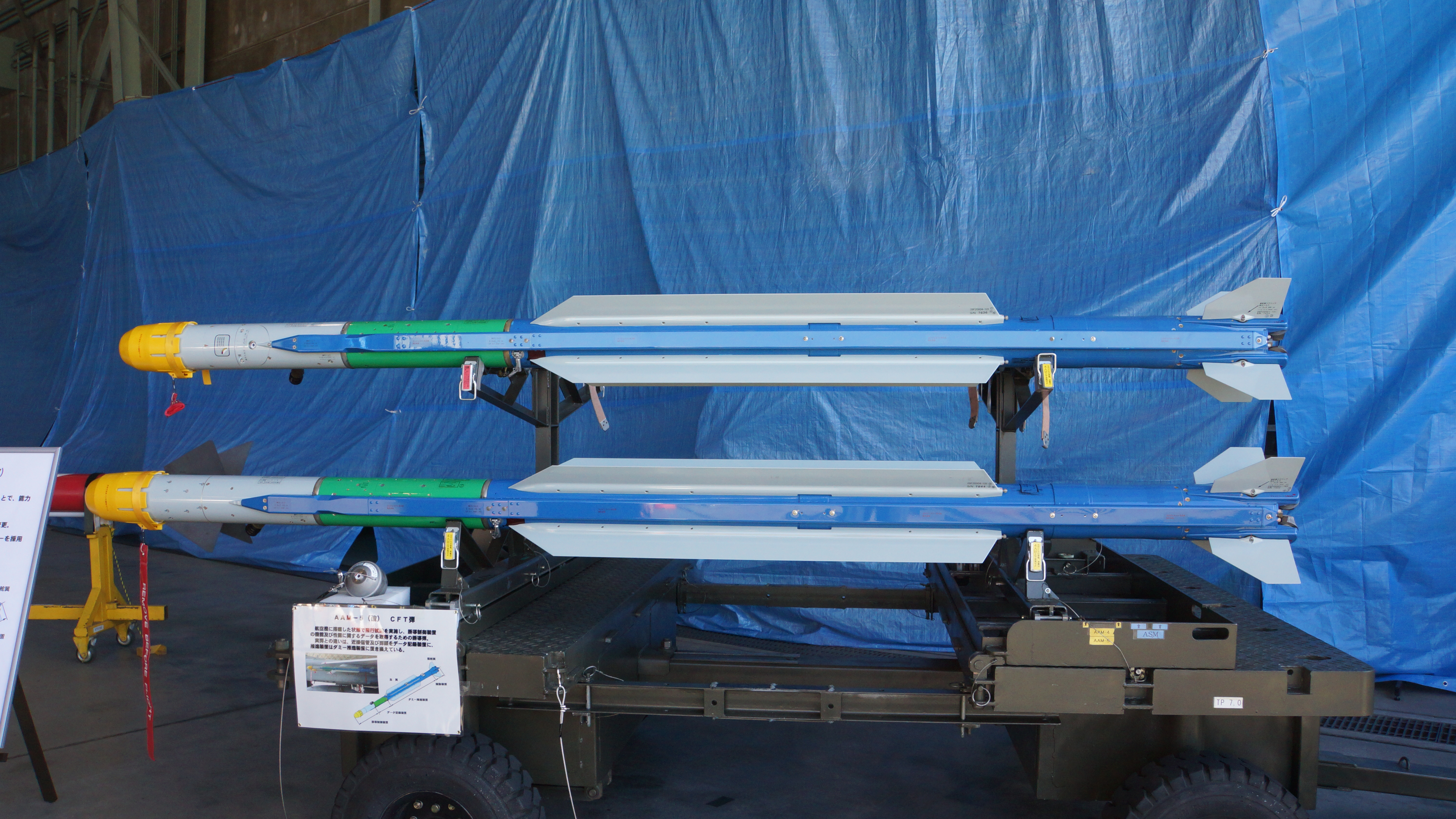
AAM-5飛彈（下）與AAM-5B飛彈（上）於外觀上無明顯區別
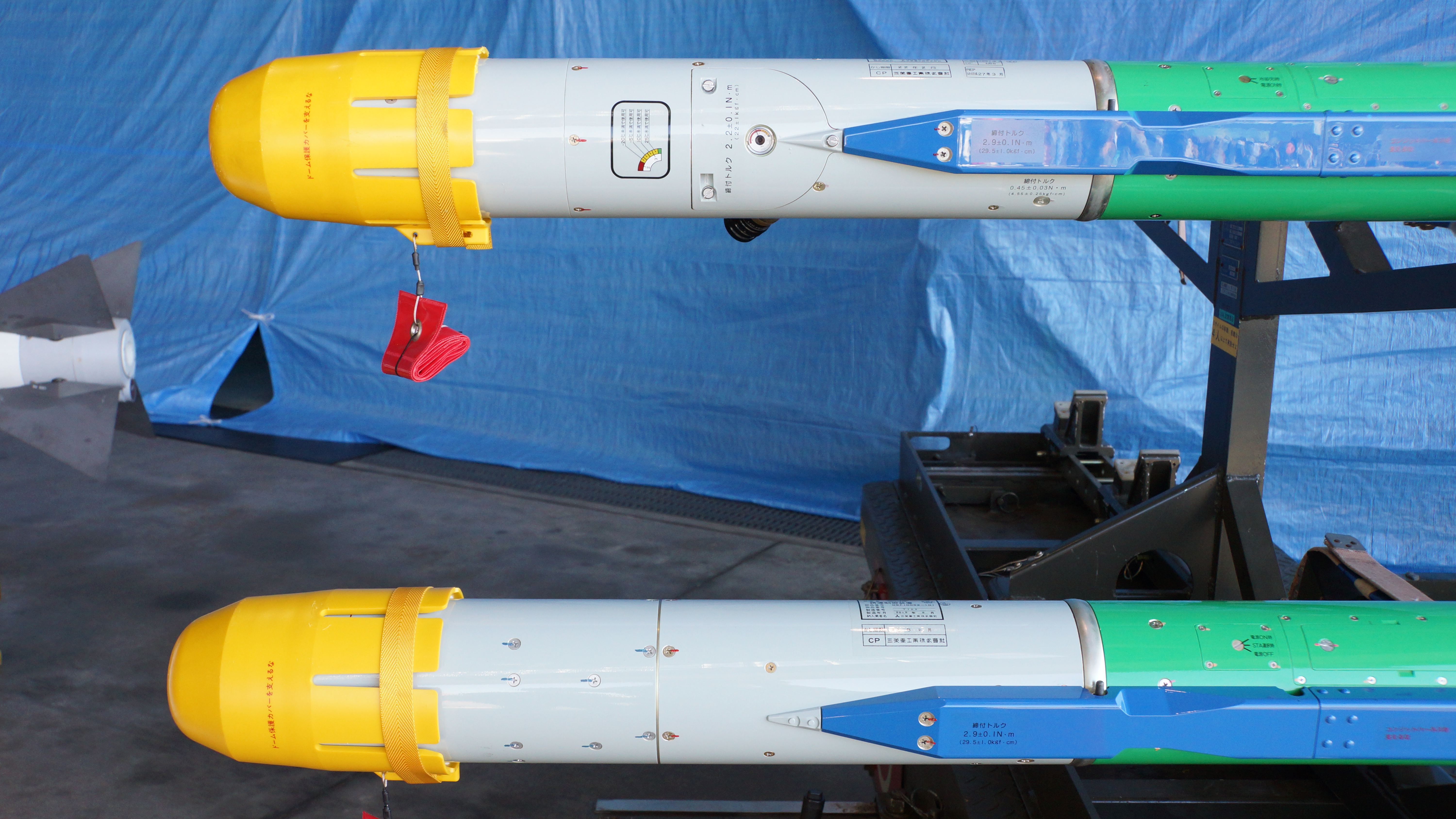
AAM-5B飛彈上可見導引頭後部之儲氣筒的氣壓錶

## 使用機型

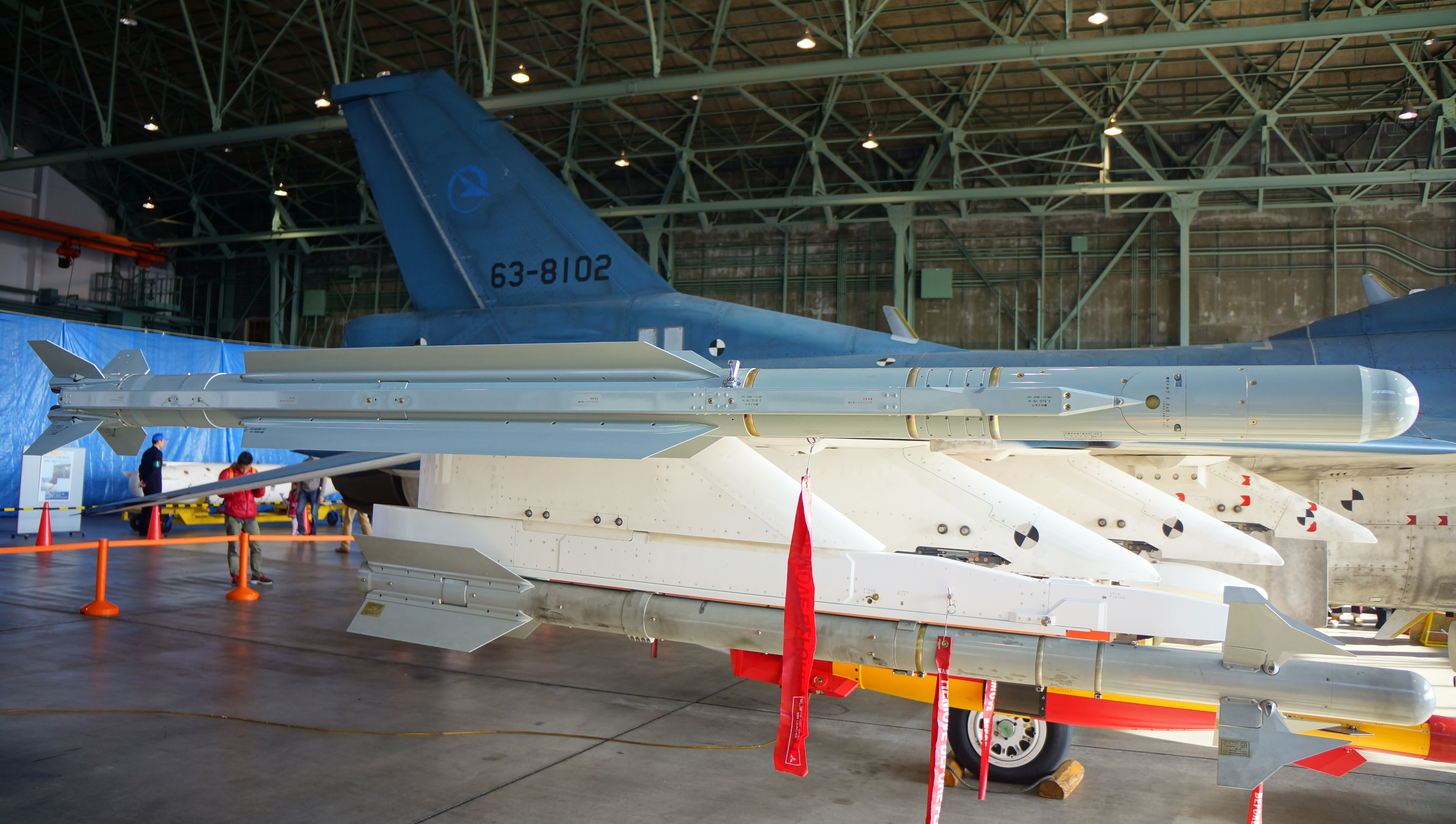
於翼尖掛載04式空對空飛彈的F-2戰鬥機

目前可以裝備04式空對空飛彈的飛機為經過現代化改裝的F-15J戰鬥機。對於現代化的F-15J-MSIP中後期量產機型，飛行員可以使用JHMCS頭盔瞄準器進行指令導引，使04式空對空飛彈能最大限度地發揮其高離軸能力。此外由於該飛彈系統介面與前代的90式空對空飛彈（AAM-3）相容，因此可以在較舊的F-15J Pre-MSIP機型上安裝並使用部分功能。
2010年，開始嘗試將04式空對空飛彈的系統整合進F-2戰鬥機中。目前日本已決定購買AIM-9X響尾蛇飛彈作為F-35戰鬥機的短程空對空飛彈，尚不清楚未來是否會對F-35戰鬥機進行改裝以裝備04式空對空飛彈。

### 引文
1. ↑  Lake 2018，第34頁.
2. ↑  Perrett, Bradley. . Aviation Week & Space Technology. Vol. 169 no. 11. 2008: 42—43. ISSN 0005-2175.
3. ↑   (PDF).   [2011-08-09]. 原始内容存档于2018-10-04 （日语）.
4. ↑   (PDF).   [2011-02-19]. 原始内容存档于2019-08-17 （日语）.
5. ↑   (PDF).   [2011-08-09]. 原始内容存档于2018-10-04 （日语）.
6. ↑   (PDF).   [2011-04-14]. 原始内容存档于2020-07-14 （日语）.
7. ↑  . weaponsystems.net.   [14 August 2023] （英语）.
8. ↑  .   [2015-01-01]. 原始内容存档于2021-04-12 （日语）.
9. ↑  . www.mod.go.jp.   [2021-03-27]. （原始内容存档于2023-10-23） （日语）.
10. ↑  . 防衛装備庁.   [2021-03-27]. （原始内容存档于2021-09-07） （日语）.
11. ↑  イカロス出版 2013.
12. ↑   (PDF). WING DAILY. 2011年4月28日  [2011-12-10]. （原始内容 (PDF)存档于2011-11-13） （日语）.

### 圖書
- . イカロス出版. 21 August 2013. ASIN B00E5ALJUG （日语）.
- 青木謙知. . イカロス出版. 2018. ISBN 4-87149-749-6 （日语）.
- Lake, Jon. . Military Technology. Vol. 42 no. 7/8. 2018. ISSN 0722-3226 （英语）.

## 外部連結
- 04式空対空誘導弾(AAM-5)  （页面存档备份，存于）
- AAM-5(04式空対空誘導弾），存于